# Somerton (Somerset)
Somerton es una ciudad del distrito de South Somerset, condado de Somerset (Inglaterra), situado en una colina sobre el valle que forma el río Cary. Su población era de unos 4700 habitantes el año 2011, y una población en 2016 de 4285 habitantes. Se encuentra ubicada en la península del Suroeste, al sur de la ciudad de Bristol y del canal de Bristol.

## Historia
Las primeras referencias a la ciudad datan de la Crónica anglosajona, una colección de anales que narran la historia de los anglosajones y la colonización de Britania, donde se cita que en el año 733 el rey Aethelheard de Wessex perdió el control de esta villa que pasó a manos de Ethelbaldo de Mercia. En el año 949, fue el lugar donde se llevó a cabo el parlamento conocido como Witenagemot.
La abadía Muchelney, construida en 1549, se encuentra en sus alrededores.